# Вотивная месса
Вотивная месса (лат. missa votiva, от лат. votum приношение по обету) в католической церкви — месса во исполнение какого-либо духовного обета; в более широком смысле — экстраординарная (не связанная с регулярным церковным календарём) месса, обусловленная каким-либо «внешним» событием (бракосочетание, счастливое выздоровление, военная победа, заключение долгожданного мира и другие «заказные» поводы). Помимо мессы вотивные ритуалы издревле существовали и в оффиции.
Древнейшие формы вотивной мессы — заупокойные (см. Реквием) и богородичные (марианские). Другой типичный повод для отправления вотивной мессы — поминовение святого (в том числе, местного). В связи с размножением поводов для отправления вотивной мессы и народным представлением об их «особой действенности» в 1570 году и неоднократно в дальнейшем Ватикан устанавливал значительные ограничения для таких экстраординарных богослужений.
После реформ Второго Ватиканского собора под «вотивной мессой» понимается месса по особому чину «ради прославления того или иного аспекта тайны Бога…, особого почитания Девы Марии, ангелов или святых».